# Titanoeca
Titanoeca is een spinnengeslacht uit de familie der rotskaardespinnen (Titanoecidae). 
Het geslacht omvat de volgende soorten.

## Soorten
- Titanoeca altaica Song & Zhou, 1994
- Titanoeca americana Emerton, 1888
- Titanoeca asimilis Song & Zhu, 1985
- Titanoeca brunnea Emerton, 1888
- Titanoeca caucasica Dunin, 1985
- Titanoeca eca Marusik, 1995
- Titanoeca flavicoma L. Koch, 1872
- Titanoeca guayaquilensis Schmidt, 1971
- Titanoeca gyirongensis Hu, 2001
- Titanoeca hispanica Wunderlich, 1995
- Titanoeca incerta (Nosek, 1905)
- Titanoeca lehtineni Fet, 1986
- Titanoeca lianyuanensis Xu, Yin & Bao, 2002
- Titanoeca liaoningensis Zhu, Gao & Guan, 1993
- Titanoeca mae Song, Zhang & Zhu, 2002
- Titanoeca minuta Marusik, 1995
- Titanoeca monticola (Simon, 1870)
- Titanoeca nigrella (Chamberlin, 1919)
- Titanoeca nivalis Simon, 1874
- Titanoeca palpator Hu & Li, 1987
- Titanoeca praefica (Simon, 1870)
- Titanoeca psammophila Wunderlich, 1993
- Titanoeca quadriguttata (Hahn, 1833)
- Titanoeca schineri L. Koch, 1872
- Titanoeca tristis L. Koch, 1872
- Titanoeca turkmenia Wunderlich, 1995
- Titanoeca ukrainica Guryanova, 1992
- Titanoeca veteranica Herman, 1879